# Johann Georg Abeltshauser
Johann Georg Abeltshauser (* vor 1800; † nach 1830) war ein deutscher Hornist und Komponist.

## Leben
Johann Georg Abeltshauser lebte zu Beginn des 19. Jahrhunderts. Er veröffentlichte in den 1810er-Jahren diverse Musikalien bei Bernhard Schott in Mainz. Sein Sohn war der nach Irland emigrierte spätere Priester und Hochschullehrer Ignatius Georg Abeltshauser. Er lebte um 1805 in Arenberg im damaligen Département de Rhin-et-Moselle. Auf dem Titel der Drucke von Schott aus dem Jahr 1813 gibt er sich als Premier Cor du Theatre Français de Strasbourg an. Zwischen 1825 und 1830 war er Mitglied einer Musikkapelle eines in Mainz stationierten Garnisonsregiments.

## Werke (Auswahl)
- 6 Quartette für zwei Flöten und zwei Hörner.OCLC 223622156 Die Quartette bestehen aus je einem Satz in D-Dur. François-Joseph Fétis und Pazdírek bezeichnen sie als op. 1, Six quatuors: pour deux flûtes et deux cors, um 1813 gedruckt bei Schott in Mainz
  - Nr. 1: Allegro maestoso RISM ID: 450031320 RISM ID: 1001110782
  - Nr. 2: Romanze. Un poco Adagio RISM ID: 450031321 RISM ID: 1001110784
  - Nr. 3: Walzer RISM ID: 450031325 RISM ID: 1001110788
  - Nr. 4:  Allegro moderato RISM ID: 450031324 RISM ID: 1001110789
  - Nr. 5: Adagio cantabile RISM ID: 450031322 RISM ID: 1001110791
  - Nr. 6: Walzer RISM ID: 450031323 RISM ID: 1001110793
- Quartett für zwei Flöten und zwei Hörner D-Dur op. 2 1813 bei B. Schott in Mainz veröffentlicht OCLC 1035827624 RISM ID: 1001071132
  - I Allegro RISM ID: 450031328
  - II Andante RISM ID: 450031327
  - III Polonaise RISM ID: 450031326
- Douze pieces en quatuors [12 Stücke für Quartett=12 Quartette] für vier Hörner op. 3 1813 bei Schott in Mainz publiziert OCLC 1033651848 (Digitalisat des Münchener Digitalisierungszentrum) (Digitalisat der Universitätsbibliothek Frankfurt) RISM ID: 455001323, 2017 herausgegeben bei der Edition Maulwurf
  - Quartett Nr. 1 in F-Dur I Adagio II Allegro Moderator RISM ID: 455001324
  - Quartett Nr. 2 in F-Dur I Allegretto RISM ID: 455001325
  - Quartett Nr. 3 in B-Dur I Adagio RISM ID: 455001326
  - Quartett Nr. 4 in F-Dur I Walzer RISM ID: 455001327
  - Quartett Nr. 5 in F-Dur I Polonaise RISM ID: 455001328
  - Quartett Nr. 6 in F-Dur I Rondo RISM ID: 455001329
  - Quartett Nr. 7 in B-Dur I Adagio II Allegro assai RISM ID: 455001330
  - Quartett Nr. 8 in F-Dur I Allegretto RISM ID: 455001331
  - Quartett Nr. 9 in B-Dur I Adagio non troppo RISM ID: 455001335
  - Quartett Nr. 10 in F-Dur I Walzer RISM ID: 455001336
  - Quartett Nr. 11 in F-Dur I Polonaise RISM ID: 455001337
  - Quartett Nr. 12 in F-Dur I Rondo. Allegro RISM ID: 455001338
- Six Pieces en Quatuors für Flöte, Klarinette, Horn und Fagott op. 4 1813 in Mainz bei B. Schott publiziert OCLC 254991245